# Loïc Le Flohic
Loïc Le Flohic (né le 3 janvier 1959 à Carhaix-Plouguer et mort le 29 mars 1998 à Saint-Armel) est un coureur cycliste français, actif des années 1980 à 2000.

## Biographie
Loïc Le Flohic grandit dans le village de Saint-Lubin, à Kergrist. Il commence la compétition cycliste au Cyclo-Club du Blavet.
Chez les amateurs, il se distingue en remportant de nombreuses courses, principalement en Bretagne. Il est également sélectionné à plusieurs reprises en équipe de France, notamment pour le championnat du monde amateurs de 1985, où il se classe treizième et meilleur coureur de sa délégation. 
Il passe finalement professionnel en 1986 dans l'équipe Peugeot-Shell-Michelin-Vélo Talbot, à l'âge de vingt-sept ans. Lors de Bordeaux-Paris, il s'illustre en réalisant la plus longue échappée solitaire connue dans l'histoire du cyclisme : 435 ou 437 kilomètres, avec une avance culminant jusqu'à 20 minutes. L'année suivante, il intègre la formation Z-Peugeot, avec laquelle il remporte une étape du Tour de la Communauté européenne, sa seule victoire chez les professionnels.
Il fait partie du Cyclo-Club de Wasquehal de 1989 à 1990,
Après sa carrière professionnelle, il continue à pratiquer le cyclisme au plus haut niveau amateur, puis en loisir. Il meurt le 29 mars 1998 à Saint-Armel, percuté par un automobiliste lors d'une sortie en vélo entre amis,.

## Palmarès
| - 1981 - 2eb étape de la Route de France (contre-la-montre par équipes) - 1982 - 1re et 3e étapes du Ruban granitier breton - 4e étape du Tour d'Émeraude - 3e étape de l'Essor breton (contre-la-montre) - 2e du Circuit du Morbihan - 3e de la Flèche finistérienne - 1983 - 2e étape de l'Essor breton - Une étape de la Mi-août bretonne - Circuit du Rosaire - 3e de Manche-Océan - 1984 - Route bretonne - Grand Prix Gilbert-Bousquet - Tour de Corrèze - Tour de Tarragone - 3e du Circuit du Morbihan - 3e du Tour de la Manche | - 1985 - Champion de France des comités - Une étape de la Mi-août bretonne - 1re étape de La Voix du Nord - 3e du championnat de France sur route amateurs - 1987 - 10e étape du Tour de la Communauté européenne - 1989 - 2e de la Route bretonne - 3e des Boucles catalanes - 3e de Paris-Bagnoles-de-l'Orne - 1991 - 2e du Tro Bro Leon |